# Ricanula trimaculata
Ricanula trimaculata är en insektsart som först beskrevs av Gutrin-mtneville 1834.  Ricanula trimaculata ingår i släktet Ricanula och familjen Ricaniidae. Inga underarter finns listade i Catalogue of Life.